# غملول متعدد الأزهار
الغملول متعدد الأزهار نوع نباتي يتبع جنس الغملول من الفصيلة الرصاصية.

## الموئل والانتشار
موطنه تركيا.